# Liste der Baudenkmäler in Sendling
Auf dieser Seite sind die Baudenkmäler im Münchner Stadtteil Sendling im gleichnamigen Stadtbezirk 6 aufgelistet. Zu diesen Baudenkmälern gibt es auch eine Bildersammlung und ein Fotoalbum mit ausgewählten Bildern.
Diese Liste ist Teil der Liste der Baudenkmäler in München. Grundlage ist die Bayerische Denkmalliste, die auf Basis des bayerischen Denkmalschutzgesetzes vom 1. Oktober 1973 erstmals erstellt wurde und seither durch das Bayerische Landesamt für Denkmalpflege geführt und aktualisiert wird. Die folgenden Angaben ersetzen nicht die rechtsverbindliche Auskunft der Denkmalschutzbehörde.

## Ensembles

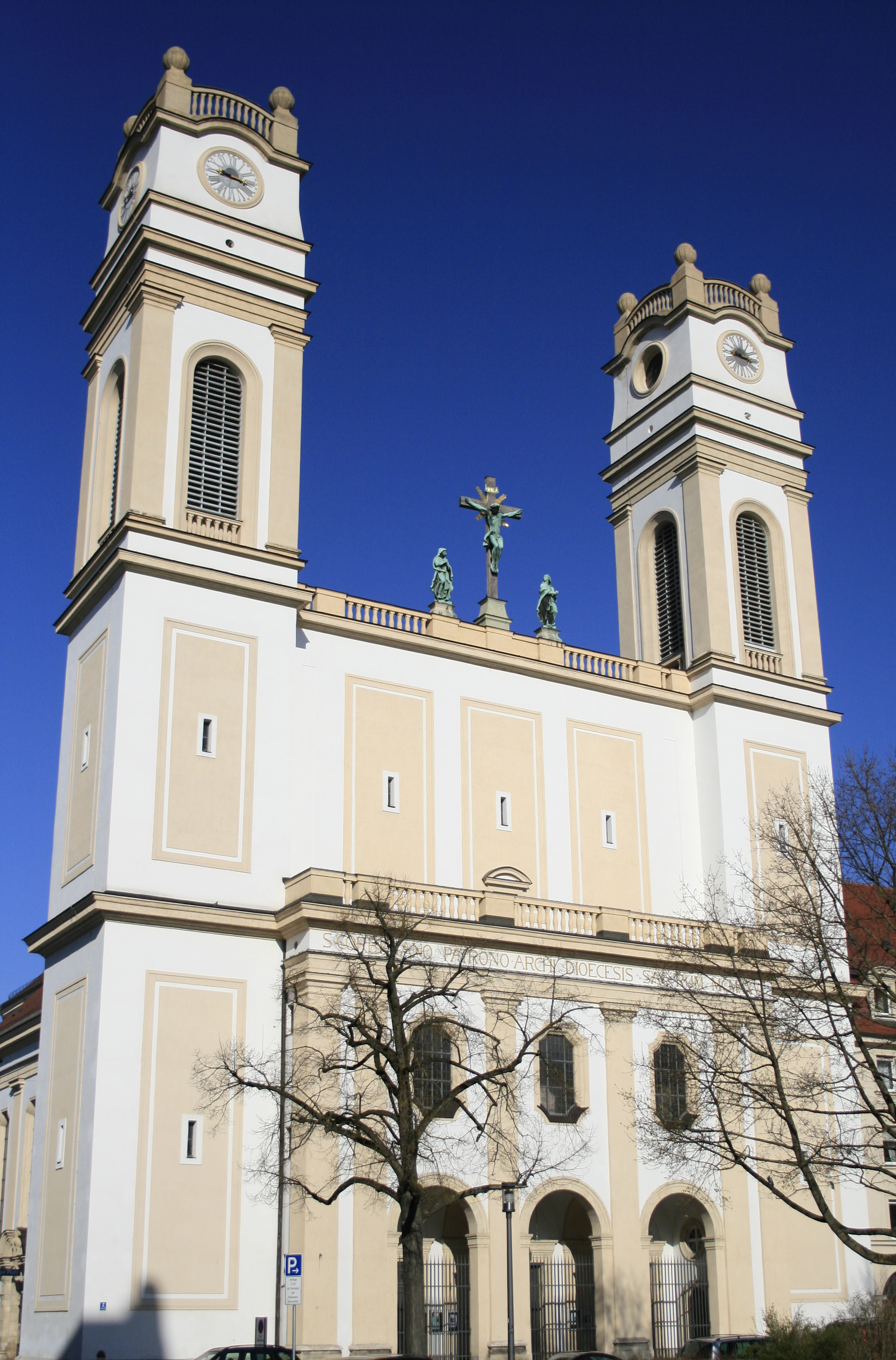
Pfarrkirche St. Korbinian

- Gotzinger Platz. Der Gotzinger Platz gehört zu den malerischen Plätzen des späten Historismus, die vom Münchener Stadtbauamt unter Leitung Theodor Fischers auf der Grundlage des Stadterweiterungswettbewerbs von 1892/93 konzipiert wurden. Obwohl dieser Platz erst relativ spät bebaut wurde und auf der Ostseite bis heute noch keinen vollständigen Abschluss erhielt, zeigt er mit dem Schulhaus von Hans Grässel (1906), der Pfarrkirche St. Korbinian von Hermann Buchert (1926) und der in den späten 1920er Jahren im Anschluss an die Kirche errichteten Mietshauszeile den stadtentwicklungsplanerischen und künstlerischen Kerngedanken des Henricischen Stadterweiterungsplanes von 1893. Dieser Gedanke beinhaltet eine polyzentrische Stadtstruktur und eine künstlerische Akzentuierung der Bezirkszentren durch eine aufeinander abgestimmte Gruppierung öffentlicher Gebäude und anderer größerer Gebäudekomplexe – hier der Fruchthof – an einem unregelmäßig gestalteten, zentralen Platz. Die Verbindung zur übergeordneten Verkehrsstraße – der Implerstraße – wird durch die Fortführung der Bebauung über die Valleystraße hergestellt. (E-1-62-000-20)

- Ortskern Untersendling. Das im 8. Jahrhundert erstmals beurkundete Dorf besteht zwar nur noch aus einigen wenigen ländlichen und vorstädtischen Gebäuden. Diese stehen jedoch in dichter Reihe in unmittelbarer Nachbarschaft zur Alten Sendlinger Kirche, so dass die gesamte Gruppe durchaus geeignet ist, den durch die Schlacht am Sendlinger Berg (1705) berühmt gewordenen Ort zu bezeichnen. (E-1-62-000-65)

- Großmarkthalle München. Der Bereich der Großmarkthalle mit ihrer umgebenden zugehörigen Bebauung bildet auf Grund der funktionalen Zusammengehörigkeit ein stadtgeschichtlich bedeutsames Ensemble. Mit der Industrialisierung, die in München um 1850 einsetzte und dem sprunghaften, damit verbundenen Bevölkerungswachstum – bis 1900 hatte sich die Einwohnerzahl von 90.000 auf rund 500.000 mehr als verfünffacht – waren nicht nur strukturelle städtebauliche Neuerungen wie die Trinkwasserversorgung (ab 1883) aus dem Alpenvorland, die Einrichtung der Schwemmkanalisation (1899) und das Inkrafttreten des Staffelbauordnung (1904) verbunden, sondern es stellte sich auch die Frage der Lebensmittelversorgung neu. Mit 645.000 Einwohnern zählte München vor dem Ersten Weltkrieg nach Berlin, Hamburg und Breslau zur viertgrößten Stadt des Deutschen Reiches. Mit der Schrannenhalle von Karl Muffat besaß die Stadt seit 1853 eine erste überdachte Zentralmarkthalle nach dem Muster des Marché de la Madeleine bzw. der Halle aux Blés (1763–69) in den Pariser Markthallen und der Covent Garden Market Hall (1828–30) in London, die bereits für den Großhandel ausgelegt waren. Der fortschreitende Urbanisierungsprozess der zweiten Jahrhunderthälfte, der sich u. a. in der Anbindung an das europäische Eisenbahnnetz (München–Wien 1860; München–Brenner–Italien 1860/69) geltend machte, ermöglichte seit den 1860er Jahren in größerem Umfang die Einfuhr von Südfrüchten. Damit etablierte sich erstmals ein umfangreicher, vom Erzeuger unabhängiger Lebensmittelhandel in Form von Obst- und Gemüsegroßhändlern, deren umzuschlagende Warenmengen die Kapazitäten von Schrannenhalle und Viktualienmarkt bereits in den 1880er Jahren erschöpften. Die zwischen 1910 und 1912 von Richard Schachner erbaute Großmarkthalle im 1877 eingemeindeten Sendling zählt somit zur zweiten Generation der europäischen Großmarkthallen, die dem zunehmenden Urbanisierungsprozess des späten 19. Jahrhunderts angepasst waren, einen Eisenbahnanschluss besaßen und deren konstruktives Gerüst ein modernes Metallskelett mit Ausfachungen bzw. eine Eisenbetonkonstruktion bildete. Neben den Pariser Markthallen (1852–70) gehören hierzu die elf auf das Stadtgebiet verteilen Markthallen in Berlin (1883–92), die Deichtorhallen in Hamburg (1911/12) sowie die Großmarkthallen in Köln (1904) und Breslau (1905–08). Eine dritte Generation Großmarkthallen folgte in den 1920er Jahren mit Leipzig (1928/29) und Frankfurt (1926–28). Den ersten Bauteil der Großmarkthalle bildete die von Schachner 1908/09 unmittelbar an den Bahngleisen liegende und im Zweiten Weltkrieg zerstörte Obstzollhalle. 1910/11 folgten die auf einem der Verkehrserschließung dienenden Untergeschoss ruhende Markthalle mit Verwaltungsflügel sowie der Vorbau der Anlage mit Restaurant und Postamt (Kochelseestraße 11/13). In den 1920er Jahren, als sich München zum Hauptumschlagplatz für den deutschen Handel mit Südfrüchten entwickelte, wurde die Anlage um den Umschlagbahnhof zwischen Thalkirchner Straße und Schäftlarnstraße sowie um den Gärtnermarkt, die Sortierhalle und das Kontorgebäude I von Karl Meitinger (1926/27; Thalkirchnerstraße 81) erweitert. Bei Luftangriffen wurden in den letzten Jahren des Zweiten Weltkriegs 80 Prozent der Marktanlagen zerstört. Im Zuge der 1948/49 unmittelbar aufgenommenen Wiederaufbauarbeiten setzte man den Gärtnermarkt instand, verbreiterte die Thalkirchner Straße, richtete eine Tankstelle ein (1950) und stockte das Kontorhaus I (1952/53) auf. Die Hallen 2, 3 und 4 wurden ab 1951 in vereinfachtem Zustand wiederhergestellt bzw. neu errichtet. Halle 1 wurde im Zustand der Vorkriegszeit renoviert. 1952/53 errichteten Philipp Zametzer und Albert Heichlinger das Kontorhaus II, das unter der Leitung von Heichlinger 1958/59 erweitert wurde. 1961 richtete man in der ehemaligen Kartoffelhalle den neuen Blumengroßmarkt ein. 1970 wurde die Gärtnerhalle erbaut. 1971 integrierte man das Terrain der Thalkirchner Straße in das Betriebsgelände der Großmarkthalle. Mit ihren vier parallelen, 95 m langen, 17 m breiten und 20 m hohen Haupthallen im Stil der Reformarchitektur darf Schachners Großmarkthalle als charakteristisches Beispiel für den Übergang von der historistischen Architektur des 19. Jahrhunderts hin zur Moderne des 20. Jahrhunderts in Deutschland angesehen werden. Nach den Pariser Hallen Baltards zählt sie in Bautechnik (Stahlbetonrahmenbinder) und Formgebung neben den Deichtorhallen in Hamburg und der Großmarkthalle in Breslau zu den modernsten Nutzarchitekturen der Zeit vor dem Ersten Weltkrieg im Deutschen Reich. Gleichzeitig bildet sie eines der wenigen Beispiele moderner Architektur in München um 1910. Wie kaum ein anderer innerstädtischer Gebäudekomplex spiegelt die Großmarkthalle München damit den fortschreitenden Urbanisierungs- und Modernisierungsprozess vom späten 19. Jahrhundert bis hin zur Nachkriegszeit wider. (E-1-62-000-88)

## Einzeldenkmäler

### A
| Lage                                                   | Objekt                                 | Beschreibung | Akten-Nr.       | Bild           |
| ------------------------------------------------------ | -------------------------------------- | --- | --------------- | -------------- |
| Aberlestraße 4 (Standort)                              | Mietshaus                              | Jugendstil, 1908 von Karl Fendt; Gruppe mit Nr. 6 | D-1-62-000-2    | weitere Bilder |
| Aberlestraße 6 (Standort)                              | Mietshaus                              | Jugendstil, mit Erkern, 1908 von Karl Fendt; Gruppe mit Nr. 4 | D-1-62-000-3    | weitere Bilder |
| Aberlestraße 14 (Standort)                             | Mietshaus                              | Jugendstil, mit stuckierten Pfauen an der Ecke, 1905–06 von Hans Thaler, Fassadentektur von Max Deschl | D-1-62-000-5    | weitere Bilder |
| Aberlestraße 15 (Standort)                             | Mietshaus                              | in Ecklage, barockisierender Jugendstil, 1907/08 von Eduard Herbert | D-1-62-000-6    | weitere Bilder |
| Aberlestraße 16 (Standort)                             | Mietshaus                              | mit Jugendstilstuck, 1903/04 von Philipp Avril | D-1-62-000-7    | weitere Bilder |
| Aberlestraße 17 (Standort)                             | Mietshaus                              | barockisierend, bezeichnet 1908, von Eduard Herbert und Otho Orlando Kurz; Gruppe mit Nr. 19 | D-1-62-000-8    | weitere Bilder |
| Aberlestraße 18 (Standort)                             | Mietshaus                              | strenger Jugendstil, 1908 von Hans Lehmann, Fassadentektur von Gerhard Welzel | D-1-62-000-9    | weitere Bilder |
| Aberlestraße 19 (Standort)                             | Mietshaus                              | barockisierend, 1908/09 von Eduard Herbert und Otho Orlando Kurz; Gruppe mit Nr. 17 | D-1-62-000-10   | weitere Bilder |
| Aberlestraße 20/22/22a/b/c/d/e/f/g/24/26/28 (Standort) | Teil einer Wohnanlage                  | um 1901–05 von den Gebrüdern Rank; siehe Daiserstraße 17/19/21/23/25 | D-1-62-000-1194 | weitere Bilder |
| Aberlestraße 21 (Standort)                             | Mietshaus                              | barockisierender Jugendstil, 1909 von Hans Thaler, Fassadentektur von Berthold Neubauer | D-1-62-000-12   | weitere Bilder |
| Aberlestraße 52 (Standort)                             | Mietshaus                              | historisierender Eckbau, bezeichnet 1909 | D-1-62-000-14   | weitere Bilder |
| Albert-Roßhaupter-Straße 1 (Standort)                  | Mietshaus                              | neubarock, mit zwei Erkern, 1904 von Eugen Zink; über dem Portal Marienstatue (Kopie der Figur auf der Münchner Mariensäule) | D-1-62-000-147  | weitere Bilder |
| Albert-Roßhaupter-Straße 5 (Standort)                  | Sendlinger Friedhof                    | Angelegt 1871/72, 1887/88 erweitert. Romanisierendes Leichenhaus von 1871. | D-1-62-000-148  | weitere Bilder |
| Albert-Roßhaupter-Straße 12a (Standort)                | Mietshaus                              | neubarock, 1903 von Carl Rawer | D-1-62-000-149  | weitere Bilder |
| Alois-Johannes-Lippl-Weg (Standort)                    | Rundpavillon mit Brunnen               | Denkmal für die Opfer des Zweiten Weltkriegs auf dem ehemaligen Schuttberg Neuhofen; Rundbau mit schindelgedecktem Zeltdach auf acht schlanken Steinsäulen, von Josef Wiedemann, 1955/56; Brunnenschale aus Nagelfluh, von Hans Wimmer, gleichzeitig; Gedenktafel, von Blasius Gerg, 1969 | D-1-62-000-9951 | weitere Bilder |
| Alramstraße 7 (Standort)                               | Mietshaus                              | historisierender Eckbau, 1909 von Carl Evora | D-1-62-000-190  | weitere Bilder |
| Alramstraße 9 (Standort)                               | Mietshaus                              | historisierend, 1909/10 von Georg Schuller | D-1-62-000-191  | weitere Bilder |
| Alramstraße 11 (Standort)                              | Mietshaus                              | historisierend, um 1910; Gruppe mit Nr. 13 | D-1-62-000-192  | weitere Bilder |
| Alramstraße 13 (Standort)                              | Mietshaus                              | historisierend, um 1910; Gruppe mit Nr. 11 | D-1-62-000-193  | weitere Bilder |
| Alramstraße 15 (Standort)                              | Mietshaus                              | später Jugendstil, 1910–11 von Heinrich Stengel und Paul Hofer | D-1-62-000-194  | weitere Bilder |
| Alramstraße 17 (Standort)                              | Mietshaus                              | Eckbau im klassizistischen Jugendstil, 1909 von Eduard Herbert. | D-1-62-000-195  | weitere Bilder |
| Alramstraße 18 (Standort)                              | Mietshaus                              | historisierend, 1908 von Karl Fendt | D-1-62-000-196  | weitere Bilder |
| Alramstraße 19 (Standort)                              | Mietshaus                              | Eckbau in deutscher Renaissance mit Jugendstildekor, bezeichnet 1904, von Philipp Avril. | D-1-62-000-197  | weitere Bilder |
| Alramstraße 21 (Standort)                              | Mietshaus                              | deutsche Renaissance mit Jugendstildekor, 1903–04 von Philipp Avril; bildet mit den Nrn. 23 und 25 eine Gruppe | D-1-62-000-198  | weitere Bilder |
| Alramstraße 23 (Standort)                              | Mietshaus                              | deutsche Renaissance mit Jugendstildekor, 1903/04 von Philipp Avril; bildet mit den Nrn. 21 und 25 eine Gruppe | D-1-62-000-199  | weitere Bilder |
| Alramstraße 25 (Standort)                              | Mietshaus                              | deutsche Renaissance mit Jugendstildekor, 1903/04 von Philipp Avril; bildet mit Nrn. 21 und 23 eine Gruppe | D-1-62-000-200  | weitere Bilder |
| Alramstraße 31 (Standort)                              | Mietshaus                              | Jugendstil, mit Erker und Stuckdekor, 1906/07 von Karl Fendt. | D-1-62-000-201  | weitere Bilder |
| Am Harras 2–9 (Standort)                               | Postgebäude                            | Gebäude mit Postamt München 701 und Wohnblock. Neue Sachlichkeit, 1932 von Robert Vorhoelzer und Robert Schnetzer; zugehörig Plinganserstraße 44/46/48. | D-1-62-000-284  | Postgebäude    |
| Am Harras 12 (Standort)                                | Mietshaus                              | Jugendstil, mit Stuckdekor, 1902 von Julius Loew. | D-1-62-000-285  | weitere Bilder |
| Am Harras 13 (Standort)                                | Mietshaus                              | Jugendstil, mit großförmiger Stuckornamentik, 1905. | D-1-62-000-286  | weitere Bilder |
| Am Harras 14 (Standort)                                | Mietshaus                              | deutsche Renaissance, bezeichnet 1902, von Alois Lechleiter | D-1-62-000-287  | weitere Bilder |
| Am Harras 15 (Standort)                                | Mietshaus                              | Neurenaissance-Eckbau, 1903 von Alois Lechleiter. | D-1-62-000-288  | weitere Bilder |
| Am Harras 16 (Standort)                                | Mietshaus in Ecklage                   | mit reicher Jugendstilornamentik, 1903 von Michael Utschneider; mit Plinganserstraße 42 | D-1-62-000-5417 | weitere Bilder |
| Arzbacher Straße 2/4/6/8/10 (Standort)                 | Teil einer historisierenden Wohnanlage | 1910 von Robert Rehlen; siehe Thalkirchner Straße 117/119/121/123. ehemals unter der Nummer D-1-62-000-427 separat aufgeführt | D-1-62-000-6832 | weitere Bilder |

### B
| Lage                                                     | Objekt          | Beschreibung | Akten-Nr.        | Bild           |
| -------------------------------------------------------- | --------------- | --- | ---------------- | -------------- |
| Bruderhofstraße 41/43; Schäftlarnstraße 90/92 (Standort) | Mietswohnanlage | viergeschossiger Mansarddachbau in Ecklage mit Zwerchhauserkern, turmartiger Überhöhung der Ecke, Gauben und kleinen Balkonen, Putzgliederung, im Reformstil, vom Baubüro Heilmann & Littmann, 1911; schmiedeeisernes Gitter an der Durchfahrt mit illusionistischer Gestaltung, gleichzeitig | D-1-62-000-11088 | weitere Bilder |
| Brudermühlstraße 6 (Standort)                            | Mietshaus       | neubarock, 1893–94 von Alois Barbist | D-1-62-000-999   | Mietshaus      |
| Brudermühlstraße 8/10 (Standort)                         | Mietshausgruppe | Neurenaissance, 1888–89 von Peter Greiter. | D-1-62-000-1000  | weitere Bilder |
| Brudermühlstraße 12 (Standort)                           | Mietshaus       | Neurenaissance, 1893–94 von Ludwig Zwerger. | D-1-62-000-1001  | Mietshaus      |
| Brudermühlstraße 14 (Standort)                           | Mietshaus       | Neurenaissance, 1892 von Alois Barbist. | D-1-62-000-1002  | Mietshaus      |
| Brudermühlstraße 16 (Standort)                           | Mietshaus       | Neurenaissance, 1892–93 | D-1-62-000-1003  | weitere Bilder |

### D
| Lage                                                                     | Objekt                | Beschreibung | Akten-Nr.       | Bild                  |
| ------------------------------------------------------------------------ | --------------------- | --- | --------------- | --------------------- |
| Daiserstraße 1 (Standort)                                                | Mietshaus             | Neurenaissance, mit zwei Erkern und reichem Stuckdekor, 1899–1900 von J. und M. Könyves. | D-1-62-000-1184 | weitere Bilder        |
| Daiserstraße 2 (Standort)                                                | Mietshaus             | deutsche Renaissance, mit zwei Erkern, Reste von Stuckdekor, 1897–98 von R. Barbist | D-1-62-000-1185 | weitere Bilder        |
| Daiserstraße 3 (Standort)                                                | Mietshaus             | Neurenaissance, bezeichnet 1901, von J. und M. Könyves. | D-1-62-000-1186 | weitere Bilder        |
| Daiserstraße 4 (Standort)                                                | Mietshaus             | deutsche Renaissance, mit Mittelerker und Stuck, 1898 von R. Barbist | D-1-62-000-1187 | weitere Bilder        |
| Daiserstraße 5 (Standort)                                                | Mietshaus             | deutsche Renaissance, mit zwei Loggia-Erkern, 1901–02 von R. Barbist | D-1-62-000-1188 | weitere Bilder        |
| Daiserstraße 6 (Standort)                                                | Mietshaus             | neubarock, mit Stuck, bezeichnet 1898, von Hans Thaler, Fassade von Josef Schreyer | D-1-62-000-1189 | weitere Bilder        |
| Daiserstraße 9 (Standort)                                                | Mietshaus             | Eckbau mit neubarockem Portal, Balkon und Zwerchgiebeln, 1897–98 von R. Barbist, stark vereinfacht. | D-1-62-000-1190 | Mietshaus             |
| Daiserstraße 12/14 (Standort)                                            | Doppelmietshaus       | mit ornamentierten Portalgesimsen, 1926–27 von Emil Wolf | D-1-62-000-7989 | weitere Bilder        |
| Daiserstraße 13 (Standort)                                               | Mietshaus             | Neurenaissance, 1901–02 von R. Barbist. | D-1-62-000-1191 | Mietshaus             |
| Daiserstraße 15 (Standort)                                               | Mietshaus             | Neurenaissance, mit zwei Erkern und Stuckdekor, 1901 (bezeichnet) von Rosa Barbist. | D-1-62-000-1192 | weitere Bilder        |
| Daiserstraße 16 (Standort)                                               | Mietshaus             | neubarocker Doppelerkerbau, 1899–1900 von Hans Thaler | D-1-62-000-1193 | weitere Bilder        |
| Daiserstraße 17/19/21/23/25 (Standort)                                   | Wohnanlage            | schlichte historisierende Formen mit Giebelaufsätzen, um 1901 von Gebrüder Rank für den Verein für Verbesserung der Wohnungsverhältnisse in München e. V., mit Aberlestraße 20/22/22a/b/c/d/e/f/g/24/26/28 und Oberländerstraße 26/28/30; in der Hofpassage Gedenkstein für den Mitbegründer des Wohnungsvereins Dr. Carl Singer, 1899 | D-1-62-000-1194 | weitere Bilder        |
| Daiserstraße 20 (Standort)                                               | Mietshaus             | neubarock, mit Stuckdekor, 1898 von Ludwig Späth | D-1-62-000-1195 | weitere Bilder        |
| Daiserstraße 24 (Standort)                                               | Mietshaus             | neubarock, mit Stuckdekor, 1896 von Josef Geißler | D-1-62-000-1197 | weitere Bilder        |
| Daiserstraße 34 (Standort)                                               | Mietshaus             | Neurenaissance, mit Stuckdekor und Erker, 1900 von R. Barbist. | D-1-62-000-1199 | weitere Bilder        |
| Daiserstraße 39 (Standort)                                               | Mietshaus             | Eckbau im späten Jugendstil, 1910. | D-1-62-000-1200 | Mietshaus             |
| Daiserstraße 40 (Standort)                                               | Mietshaus             | historisierend, 1911 von Anton Hatzl; Gruppe mit Lindenschmitstraße 21 | D-1-62-000-1201 | weitere Bilder        |
| Daiserstraße 41 (Standort)                                               | Mietshaus             | später Jugendstil, 1910–11 | D-1-62-000-1202 | Mietshaus             |
| Daiserstraße 50 (Standort)                                               | Mietshaus             | Eckbau im barockisierenden Jugendstil, 1908–09 von Berthold Neubauer. | D-1-62-000-1203 | weitere Bilder        |
| Danklstraße 1 (Standort)                                                 | Mietshaus             | Jugendstil-Eckbau mit Flacherkern und Stuckdekor, 1909–10 von Adam Nicklaus. | D-1-62-000-1224 | weitere Bilder        |
| Danklstraße 6 (Standort)                                                 | Mietshaus             | historisierend, 1909–10 von Georg Schuller | D-1-62-000-1225 | Mietshaus             |
| Danklstraße 8 (Standort)                                                 | Mietshaus             | historisierend, 1910 von Heinrich Stengel und Paul Hofer | D-1-62-000-1226 | Mietshaus             |
| Danklstraße 9 (Standort)                                                 | Mietshaus             | historisierend, 1907–08 von Erwin Böck | D-1-62-000-1227 | Mietshaus             |
| Danklstraße 11 (Standort)                                                | Mietshaus             | historisierend, 1907–08 von Erwin Böck | D-1-62-000-1228 | Mietshaus             |
| Danklstraße 13 (Standort)                                                | Mietshaus             | historisierender Eckbau, 1909–1910 von August Brüchle; Teil einer einheitlichen Wohnanlage mit Oberländerstraße 5/5a/5b/5c und Implerstraße 38 ehemals unter der Nummer D-1-62-000-1229 separat aufgeführt | D-1-62-000-4893 | weitere Bilder        |
| Danklstraße 29 (Standort)                                                | Mietshaus             | Eckbau mit neuklassizistischem Dekor, 1908–09 von Berthold Neubauer. | D-1-62-000-1230 | weitere Bilder        |
| Danklstraße 32 (Standort)                                                | Mietshaus             | Eckbau in klassizistischem Jugendstil, 1910 von Heilmann und Littmann; zur Gruppe Valleystraße 34/36/38/40/42 gehörig. ehemals unter der Nummer D-1-62-000-1231 separat aufgeführt | D-1-62-000-7193 | weitere Bilder        |
| Danklstraße 37 (Standort)                                                | Teil einer Wohnanlage | 1924–26; siehe Implerstraße 58/60 | D-1-62-000-7990 | Teil einer Wohnanlage |
| Dietramszeller Platz 6/7; Dietramszeller Straße 8/8a/10/12/14 (Standort) | Wohnhausanlage        | dreigeschossige Mansardwalmdachbauten, Putzfassaden mit Felderung, Zwerchhauserkern, Dreiecksgiebeln sowie einem Eckerker mit Zwiebelhaube, im Heimatstil, vom Baugeschäft Heilmann und Littmann, 1912 | D-1-62-000-1299 | weitere Bilder        |
| Dietramszeller Straße 8/8a (Standort)                                    | Wohnhaus              | ehemals zu einer Gruppe gehörig, 1912 von Heilmann und Littmann ehemals unter der Nummer D-1-62-000-7983 separat aufgeführt | D-1-62-000-1299 | weitere Bilder        |
| Dietramszeller Straße 10/12/14 (Standort)                                | Wohnhausgruppe        | historisierend, 1912 von Heilmann und Littmann; mit Dietramszeller Platz 6/7 ehemals unter der Nummer D-1-62-000-1300 separat aufgeführt | D-1-62-000-1299 | weitere Bilder        |

### E
| Lage                                | Objekt                                         | Beschreibung | Akten-Nr.                | Bild           |
| ----------------------------------- | ---------------------------------------------- | --- | ------------------------ | -------------- |
| Engelhardstraße 12 (Standort)       | Mietshaus                                      | Eckbau in deutscher Renaissance, mit reich dekoriertem Eckerker mit Turmspitze, bezeichnet 1902.                      | D-1-62-000-1542          | weitere Bilder |
| Engelhardstraße 26/28 (Standort)    | Wohl ehem. Bauernhof, jetzt Städtischer Bauhof | Mitte 19. Jahrhundert; Straßeneinfriedung: rustizierte Steinpfeiler mit reich geschmiedetem Tor und Gittern, um 1900. | D-1-62-000-1543          | weitere Bilder |
| Engelhardstraße 30/32/34 (Standort) | Mietshausgruppe                                | historisierend, um 1913 von Eduard Herbert und Otho Orlando Kurz                                                      | D-1-62-000-1544 Wikidata | weitere Bilder |

### F
| Lage                                                      | Objekt                                     | Beschreibung | Akten-Nr.        | Bild           |
| --------------------------------------------------------- | ------------------------------------------ | --- | ---------------- | -------------- |
| Fallstraße 7 (Standort)                                   | Kath. Pfarrkirche St. Achaz                | in Anlehnung an den barocken Vorgängerbau 1927–28 von Richard Steidle; mit Ausstattung | D-1-62-000-1618  | weitere Bilder |
| Fallstraße 9 (Standort)                                   | Mietshaus                                  | Neurenaissance, Eckbau in Backstein, 1888. | D-1-62-000-1619  | weitere Bilder |
| Fallstraße 11 (Standort)                                  | Mietshaus                                  | jetzt Mesnerhaus und Kindergarten von Nr. 7, mit Schopfwalm, 1926–27 von Isidor Zehetmayr | D-1-62-000-1620  | weitere Bilder |
| Fallstraße 11a (Standort)                                 | Villa                                      | Landhausstil, 1891 von Albert Lenz; seit 1939 Pfarrhaus von St. Achaz. | D-1-62-000-1621  | weitere Bilder |
| Fallstraße 18 (Standort)                                  | Mietshaus                                  | neubarock, mit Erker und Ecktürmchen, stuckiert, bezeichnet 1902, von Alois Lechleiter | D-1-62-000-1622  | Mietshaus      |
| Fallstraße 20 (Standort)                                  | Mietshaus                                  | neubarock, 1901–02 von Konrad Böhm, Fassadentektur von Alois Lechleiter | D-1-62-000-1623  | Mietshaus      |
| Fallstraße 24 (Standort)                                  | Mietshaus                                  | Jugendstil, bezeichnet 1909, von Paul Breitsameter. | D-1-62-000-1624  | weitere Bilder |
| Fallstraße 26 (Standort)                                  | Mietshaus                                  | historisierender Eckbau, um 1910 | D-1-62-000-1625  | weitere Bilder |
| Fallstraße 38; Zechstraße 2/2a/4/6/6a/8/10/10a (Standort) | Kleinwohnanlage des Bauvereins Selbsthilfe | Gruppenbauten aus drei Mietshausblöcken, zusammengefasst als viergeschossige Walmdachbauten mit Erkern, kleinen Balkonen, Zwerchhäusern, Giebeln und Dachgauben; ehemaliges Badehaus, erdgeschossiger Satteldachbau mit tempelartigem Giebeldreieck; im Reformstil; vom Baubüro Heilmann & Littmann, 1911/12 | D-1-62-000-10718 | weitere Bilder |
| Flaucher (Standort)                                       | Flaucher-Anlagen                           | Ausgedehnter Landschaftspark in den Isar-Auen, von der Stadt ab 1839 angelegt. Denkmal des Anlagen-Gründers Bürgermeister Jakob Bauer, Sandsteinpfeiler mit verwitterter Inschrift, Büste, 1861 von Max von Widnmann; unweit nördlich der Brudermühlstraße. Gedenkstein unter Baumgruppe mit Eiche, Felsblock-Gruppe, auf dem mittleren Granitblock Gedenkinschrift an die Pflanzung der Friedenseiche am 1. Mai 1871; unweit nördlich des Bauer-Denkmals. | D-1-62-000-1692  | weitere Bilder |

### G
| Lage                               | Objekt                           | Beschreibung | Akten-Nr.       | Bild                             |
| ---------------------------------- | -------------------------------- | --- | --------------- | -------------------------------- |
| Ganghoferstraße 74 (Standort)      | Mietshaus                        | neubarock, mit Schweifgiebel, 1901; Gruppe mit Nr. 76, 78, 80 und 82                                                                | D-1-62-000-2039 | weitere Bilder                   |
| Ganghoferstraße 76 (Standort)      | Mietshaus                        | barockisierender Jugendstil, mit Flacherker, 1901; Gruppe mit Nr. 74, 78, 80 und 82                                                 | D-1-62-000-2040 | weitere Bilder                   |
| Ganghoferstraße 78 (Standort)      | Mietshaus                        | barockisierend, 1901; Gruppe mit Nr. 74, 76, 80 und 82                                                                              | D-1-62-000-2041 | weitere Bilder                   |
| Ganghoferstraße 80 (Standort)      | Mietshaus                        | barockisierender Jugendstil, mit Giebel und reicher Putzgliederung, 1905; Gruppe mit Nr. 74, 76, 78 und 82                          | D-1-62-000-2042 | Mietshaus                        |
| Ganghoferstraße 82 (Standort)      | Mietshaus                        | Jugendstil, mit breitem Erker und Giebel, 1905; Gruppe mit Nr. 74, 76, 78 und 80                                                    | D-1-62-000-2043 | Mietshaus                        |
| Gotzinger Platz 1 (Standort)       | Volksschule                      | barockisierender Komplex, bezeichnet 1906, von Hans Grässel                                                                         | D-1-62-000-2251 | Volksschule                      |
| Gotzinger Platz 2 (Standort)       | Kath. Pfarrkirche St. Korbinian  | monumentaler, zweitürmiger Neubarockbau, bezeichnet 1926, von Hermann Buchert                                                       | D-1-62-000-2252 | weitere Bilder                   |
| Gotzinger Platz 3/4/5/6 (Standort) | Mietshausgruppe                  | barocke Anklänge, 1925–26 von Hans Steiner; im Anschluss an die Kirche sowie nördliche Platzbegrenzung; mit Thalkirchner Straße 130 | D-1-62-000-2253 | weitere Bilder                   |
| Gotzinger Straße 52/54 (Standort)  | Fruchthof bei der Großmarkthalle | barockisierend, 1911 von Karl Stöhr, lobende Erwähnung beim Fassadenpreis 2004                                                      | D-1-62-000-2255 | Fruchthof bei der Großmarkthalle |

### H
| Lage                                | Objekt                                                       | Beschreibung | Akten-Nr.       | Bild                                      |
| ----------------------------------- | ------------------------------------------------------------ | --- | --------------- | ----------------------------------------- |
| Hans-Preißinger-Straße 4 (Standort) | Ehem. Lagerhalle des städt. Elektrizitätswerks Kraftwerk Süd | dreigeschossiger Halbwalmdachbau mit Firstverglasung und Lünettenhalbgeschoss, Rohziegelfassade über Sichtbetonsockelgeschossen, dreischiffig angelegte Halle in Eisenfachwerkkonstruktion, von Hermann Leitenstorfer und Fritz Beblo, 1926–29, nach Schäden im Zweiten Weltkrieg durch Wilhelm von Gumberz 1948–50 wiederaufgebaut | D-1-62-000-9236 | weitere Bilder                            |
| Hefner-Alteneck-Straße (Standort)   | Thomassteg                                                   | Fußgängerbrücke, schlichte Stahlfachwerkkonstruktion, um 1900; überbrückt den Großen Stadtbach zwischen Hefner-Alteneck- und Isartalstraße. | D-1-62-000-7974 | Thomassteg                                |
| Hefner-Alteneck-Straße 2 (Standort) | Wachgebäude für den Städtischen Wasserbau                    | malerische Villa in heimatlichen Renaissanceformen, 1900 von Hans Grässel | D-1-62-000-2441 | Wachgebäude für den Städtischen Wasserbau |

### I
| Lage                                      | Objekt                                                    | Beschreibung | Akten-Nr.       | Bild                |
| ----------------------------------------- | --------------------------------------------------------- | --- | --------------- | ------------------- |
| Implerplatz 1/2 (Standort)                | Teil einer Wohnanlage                                     | 1924–26; siehe Implerstraße 58/60 | D-1-62-000-7990 | weitere Bilder      |
| Implerstraße 6 (Standort)                 | Mietshaus                                                 | Jugendstil, 1910–11 von Berthold und Hägele. | D-1-62-000-2885 | weitere Bilder      |
| Implerstraße 8 (Standort)                 | Mietshaus                                                 | barockisierend, mit Stuckdekor, 1905 von Franz Brand | D-1-62-000-2886 | weitere Bilder      |
| Implerstraße 12a (Standort)               | Mietshaus                                                 | Neurenaissance-Eckbau, mit Erkerturm, 1890 von Wolfgang Schreiner. | D-1-62-000-2887 | weitere Bilder      |
| Implerstraße 35 (Standort)                | Ehem. Volksschule, jetzt Mittelschule an der Implerstraße | 1911 von Hans Grässel; an der Fassade großes Muschelkalksteinrelief mit Stadtwappen und Baudatum. | D-1-62-000-2888 | weitere Bilder      |
| Implerstraße 38 (Standort)                | Mietshaus                                                 | barockisierender Eckbau, 1909–10 von August Brüchle; Teil einer einheitlichen Wohnanlage mit Oberländerstraße 5/5a/5b/5c und Danklstraße 13 ehemals unter der Nummer D-1-62-000-2889 separat aufgeführt | D-1-62-000-4893 | weitere Bilder      |
| Implerstraße 54/56 (Standort)             | Teil einer Mietshausgruppe                                | historisierend, um 1910–12 von Heilmann & Littmann; siehe Valleystraße 21/23/25/27 ehemals unter der Nummer D-1-62-000-2890 separat aufgeführt                                                          | D-1-62-000-7187 | weitere Bilder      |
| Implerstraße 58/60 (Standort)             | Wohnanlage                                                | in gemäßigt-modernen Bauformen, 1924–26 von Franz Deininger; mit Implerplatz 1, 2 und Danklstraße 37 | D-1-62-000-7990 | weitere Bilder      |
| Implerstraße 65/65a/65b/67/67a (Standort) | Vierflügeliger Wohnblock                                  | barockisierend, 1911–12 von Heilmann und Littmann | D-1-62-000-2891 | weitere Bilder      |
| Isarauen 8 (Standort)                     | Flaucher-Gaststätte                                       | im Kern 1846, 1900 erweitert | D-1-62-000-2976 | Flaucher-Gaststätte |

### K
| Lage                                 | Objekt                                   | Beschreibung | Akten-Nr.                                   | Bild                      |
| ------------------------------------ | ---------------------------------------- | --- | ------------------------------------------- | ------------------------- |
| Kidlerstraße 4 (Standort)            | Mietshaus                                | Neurenaissance-Eckbau, 1896–97 von Alois Barbist; Baugruppe mit Nr. 8 und Sendlinger Kirchplatz 1 und 2.                                             | D-1-62-000-3381                             | weitere Bilder            |
| Kidlerstraße 8 (Standort)            | Mietshaus                                | Neurenaissance-Eckbau, 1896 von Georg Müller; Baugruppe mit Nr. 4 und Sendlinger Kirchplatz 1 und 2.                                                 | D-1-62-000-3382                             | weitere Bilder            |
| Kidlerstraße 10 (Standort)           | Mietshaus                                | neubarock, mit Stuck am Eckerker, 1894 von Alois Barbist                                                                                             | D-1-62-000-3383                             | weitere Bilder            |
| Kidlerstraße 13 (Standort)           | Mietshaus                                | Neurenaissance-Eckbau, 1893 von Josef Ringer. | D-1-62-000-3384                             | weitere Bilder            |
| Kidlerstraße 14 (Standort)           | Mietshaus                                | Neurenaissance, 1893 von Alois Barbist; bildet mit Nr. 16 einen symmetrischen Block.                                                                 | D-1-62-000-3385                             | weitere Bilder            |
| Kidlerstraße 16 (Standort)           | Mietshaus                                | Neurenaissance, 1892 von Alois Barbist; bildet mit Nr. 14 einen symmetrischen Block.                                                                 | D-1-62-000-3386                             | weitere Bilder            |
| Kidlerstraße 18 (Standort)           | Mietshaus                                | Neurenaissance, mit Erker, 1892–93 von Alois Barbist.                                                                                                | D-1-62-000-3387                             | weitere Bilder            |
| Kidlerstraße 22 (Standort)           | Mietshaus                                | Neurenaissance, 1892–93 von Alois Barbist; bildet mit Nr. 24 einen Block; samt Rückgebäude.                                                          | D-1-62-000-3388                             | weitere Bilder            |
| Kidlerstraße 24 (Standort)           | Mietshaus                                | Neurenaissance, 1892–93 von Alois Barbist, samt Rückgebäude von 1896; bildet mit Nr. 22 einen Block.                                                 | D-1-62-000-3388 zugehörig (D-1-62-000-3389) | weitere Bilder            |
| Kidlerstraße 34 (Standort)           | Mietshaus                                | Neurenaissance, mit Stuckdekor, bezeichnet 1900, von R. Barbist.                                                                                     | D-1-62-000-3390                             | weitere Bilder            |
| Kidlerstraße 37 (Standort)           | Mietshaus                                | Jugendstil, mit Erker, um 1909–10 von Anton Hatzl; Gruppe mit Lindenschmitstraße 29 und 29a.                                                         | D-1-62-000-3391                             | weitere Bilder            |
| Kidlerstraße 39a (Standort)          | Wohnhaus                                 | zweigeschossiger Schopfwalmbau mit beiderseitigen Zwerchhäusern und einfacher Putzgliederung, wohl um 1885                                           | D-1-62-000-11236                            | BW                        |
| Kochelseestraße 11 (Standort)        | Postdienstgebäude mit Postamt München 75 | historisierend, 1911 von Richard Schachner; bildet eine rechtwinklige Gruppe mit Nr. 13                                                              | D-1-62-000-3530                             | weitere Bilder            |
| Kochelseestraße 13 (Standort)        | Gaststätte Großmarkthalle                | 1911 von Richard Schachner, Gruppe mit Nr. 11 | D-1-62-000-3530                             | weitere Bilder            |
| Königsdorfer Straße 1 (Standort)     | Mietshaus                                | neuklassizistisch, 1913 von Lorenz Krieg; Gruppe mit Nr. 3; vergleiche auch Ensemble Gotzinger Platz                                                 | D-1-62-000-3554                             | Mietshaus                 |
| Königsdorfer Straße 3 (Standort)     | Mietshaus                                | neuklassizistisch, 1913 von Lorenz Krieg; Gruppe mit Nr. 1; vergleiche auch Ensemble Gotzinger Platz                                                 | D-1-62-000-3555                             | Mietshaus                 |
| Königsdorfer Straße 15/17 (Standort) | Ehem. Zolldienstwohnungen                | repräsentativer, neuklassizistischer Wohnblock, bezeichnet 1910, von Robert Rehlen                                                                   | D-1-62-000-3556                             | Ehem. Zolldienstwohnungen |
| Kraelerstraße 14/16 (Standort)       | Figurengruppe                            | auf den Genossenschaftsgedanken anspielend, um 1931 im Zusammenhang mit der dahinter befindlichen Wohnanlage der Münchner Wohnungsfürsorge errichtet | D-1-62-000-7938                             | Figurengruppe             |
| Kyreinstraße 1 (Standort)            | Mietshaus                                | barockisierend, 1914 von Hans Thaler | D-1-62-000-3695                             | Mietshaus                 |
| Kyreinstraße 3 (Standort)            | Mietshaus                                | barockisierend, um 1910 | D-1-62-000-3696                             | Mietshaus                 |
| Kyreinstraße 4 (Standort)            | Mietshausblock                           | historisierend, 1913 von Hans Thaler; samt Vorgartenzaun; Block mit Nr. 6                                                                            | D-1-62-000-3697                             | Mietshausblock            |
| Kyreinstraße 6 (Standort)            | Mietshaus                                | historisierend, 1913 von Hans Thaler; samt Vorgartenzaun; Block mit Nr. 4                                                                            | D-1-62-000-3698                             | Mietshaus                 |
| Kyreinstraße 8 (Standort)            | Mietshaus                                | Eckbau im späten Jugendstil, mit Loggiengruppe und Vorgartenzaunpfeilern im Süden, 1910 von Heinrich Stengel und Paul Hofer.                         | D-1-62-000-3699                             | Mietshaus                 |
| Kyreinstraße 11 (Standort)           | Mietshaus                                | barockisierend, 1914 von Carl Evora | D-1-62-000-3700                             | Mietshaus                 |
| Kyreinstraße 15 (Standort)           | Mietshaus                                | historisierend, mit Doppelerkergruppe, 1914, Tektur von Carl Evora                                                                                   | D-1-62-000-3701                             | weitere Bilder            |
| Kyreinstraße 16 (Standort)           | Mietshaus                                | historisierend, 1913 von Martin Esterl | D-1-62-000-3702                             | weitere Bilder            |
| Kyreinstraße 18 (Standort)           | Mietshaus                                | historisierender Eckbau, mit Vorgartenzaun im Süden, 1909–10 von Berthold Neubauer, Fassadentektur vor Georg Schuller                                | D-1-62-000-3703                             | weitere Bilder            |

### L
| Lage                                       | Objekt                         | Beschreibung | Akten-Nr.       | Bild                           |
| ------------------------------------------ | ------------------------------ | --- | --------------- | ------------------------------ |
| Leipartstraße 21 (Standort)                | Mietshaus                      | neubarock, mit Stuckdekor, 1901–02 von Rosa Barbist | D-1-62-000-3816 | Mietshaus                      |
| Lindenschmitstraße 21 (Standort)           | Mietshaus                      | historisierender Eckbau, 1911–12 von Anton Hatzl; Gruppe mit Daiserstraße 40 | D-1-62-000-3961 | Mietshaus                      |
| Lindenschmitstraße 23 (Standort)           | Mietshaus                      | historisierend, 1911 von Lorenz Krieg | D-1-62-000-3962 | Mietshaus                      |
| Lindenschmitstraße 25 (Standort)           | Mietshaus                      | historisierend, 1912 von Heilmann und Littmann | D-1-62-000-3963 | Mietshaus                      |
| Lindenschmitstraße 27 (Standort)           | Mietshaus                      | historisierend, von Ludwig Lehn | D-1-62-000-3964 | Mietshaus                      |
| Lindenschmitstraße 29 (Standort)           | Mietshaus                      | Jugendstil, mit Loggien, 1909–10 von Anton Hatzl; Gruppe mit Nr. 29a und Kidlerstraße 37. | D-1-62-000-3965 | weitere Bilder                 |
| Lindenschmitstraße 29a (Standort)          | Mietshaus                      | Jugendstil-Eckbau, 1909 von Anton Hatzl; Gruppe mit Nr. 29 und Kidlerstraße 37. | D-1-62-000-3966 | weitere Bilder                 |
| Lindenschmitstraße 31 (Standort)           | Mietshaus                      | Eckbau in deutscher Renaissance, 1902–03 von Philipp Avril. | D-1-62-000-3967 | Mietshaus                      |
| Lindenschmitstraße 32 (Standort)           | Mietshaus                      | deutsche Renaissance, 1902 von Valentin Wolff | D-1-62-000-3968 | weitere Bilder                 |
| Lindenschmitstraße 40 (Standort)           | Mietshaus                      | neubarock, mit Eckturm, reich gegliedert und stuckiert, bezeichnet 1898, von Leonhard Grimmeis | D-1-62-000-3969 | weitere Bilder                 |
| Lindenschmitstraße 42 (Standort)           | Mietshaus                      | neubarock, reich gegliedert und stuckiert, 1898 von Leonhard Grimmeis | D-1-62-000-3970 | weitere Bilder                 |
| Lindenschmitstraße 52/52a/54/56 (Standort) | Vierflügelige Wohnanlage       | Barockisierender Gesamtform dekorative Einzelformen im Zeitstil, um 1927 von Otho Orlando Kurz und Eduard Herbert. Zugehörig: Meindlstraße 11/11a/11b/11c/13/15.                                                                                            | D-1-62-000-3971 | weitere Bilder                 |
| Lindwurmstraße (Standort)                  | Brüstungsgitter                | mit Jugendstilornamenten, wohl um 1902; an der Eisenbahnüberführung | D-1-62-000-3974 | Brüstungsgitter                |
| Lindwurmstraße 92a (Standort)              | Mietshaus                      | Neurenaissance, mit Türmchen, 1893 von Alois Barbist. | D-1-62-000-3990 | weitere Bilder                 |
| Lindwurmstraße 126a (Standort)             | Mietshaus                      | deutsche Renaissance, 1899 von Georg Schneider | D-1-62-000-3993 | weitere Bilder                 |
| Lindwurmstraße 128 (Standort)              | Malerisches Vorstadt-Kleinhaus | um 1800 | D-1-62-000-3994 | Malerisches Vorstadt-Kleinhaus |
| Lindwurmstraße 167 (Standort)              | Mietshaus                      | mit flächigem Jugendstildekor, 1906 von Franz Brand durch Umbau eines um 1885 errichteten Vorgängers | D-1-62-000-3999 | Mietshaus                      |
| Lindwurmstraße 175 (Standort)              | Mietshaus                      | neubarock, reich dekorierte Front mit von Atlanten getragenen Erkern, 1901–02 von Hans Thaler | D-1-62-000-4000 | weitere Bilder                 |
| Lindwurmstraße 177 (Standort)              | Mietshaus                      | Jugendstil, mit Stuckdekor, 1905 von Hans Thaler. | D-1-62-000-4001 | weitere Bilder                 |
| Lindwurmstraße 179 (Standort)              | Wohnhaus                       | schmales Eckhaus, 1905 von Hans Thaler | D-1-62-000-4002 | weitere Bilder                 |
| Lindwurmstraße 195 (Standort)              | Mietshaus                      | Eckbau, im Kern neubarock, 1897 von Josef Schreyer. | D-1-62-000-4003 | weitere Bilder                 |
| Lindwurmstraße 199 (Standort)              | Mietshaus                      | stattlicher Eckbau, mit Jugendstildekor, 1904–05 von Carl und August Zeh | D-1-62-000-4004 | weitere Bilder                 |
| Lindwurmstraße 201 (Standort)              | Mietshaus                      | 1895 von Carl Zeh, 1903 durch R. Barbist umgebaut. | D-1-62-000-4005 | weitere Bilder                 |
| Lindwurmstraße 203 (Standort)              | Mietshaus                      | stattlicher Neurenaissance-Eckbau, bezeichnet 1899, von August Zeh, mit Jugendstilaufzug von 1911 | D-1-62-000-4006 | weitere Bilder                 |
| Lindwurmstraße 205 (Standort)              | Mietshaus                      | In Ecklage, fünfgeschossiger Bau mit Fassadengliederung im Stil der deutschen Neurenaissance, Backstein mit Werksteingliederungen, mit vorkragendem, von einer welschen Haube bekrönten Eckerkerturm, mit Erkern und Zwerchhaus, von Rosa Barbist, 1897–99. | D-1-62-000-4007 | weitere Bilder                 |
| Lindwurmstraße 213 (Standort)              | Mietshaus                      | Neurenaissance, 1887–88 von Wilhelm Kleinschmidt. | D-1-62-000-4008 | weitere Bilder                 |
| Lindwurmstraße 217 (Standort)              | Villenartiges Wohnhaus         | deutsche Renaissance, mit spitzem Eckturm, 1888–89 von Eugen Vogt | D-1-62-000-4010 | weitere Bilder                 |
| Lindwurmstraße (Standort)                  | Schmied-von-Kochel-Denkmal     | Standbild auf Brunnenpostament, flankiert von Treppen und Terrasse, 1906–11 von Architekt Carl Sattler und Bildhauer Carl Ebbinghaus; am Südende der Straße rechts.                                                                                         | D-1-62-000-4011 | weitere Bilder                 |
| Lindwurmstraße (Standort)                  | Sendlinger Kriegerdenkmal      | für 1870–71, in Form eines kleinen Obelisken, errichtet 1886; am Südende der Straße links | D-1-62-000-4012 | Sendlinger Kriegerdenkmal      |
| Lipowskystraße 22/24 (Standort)            | Villa                          | zweigeschossiger Walmdachbau in Ecklage, historisierende Putzfassade mit rustiziertem Risalit, Turmerker mit Pyramidendach, Zwerchhaus und Putzfeldern, 1884, Atelieranbau von Oskar Dietrich und Martin Heinrich Voigt, 1888–89                            | D-1-62-000-4018 | weitere Bilder                 |
| Lipowskystraße 26 (Standort)               | Villa                          | Neurenaissance, 1884–85; bildet einen Block mit Nr. 28; im Hof Remise im Schweizerhausstil, 1890 von Ludwig Kracher. | D-1-62-000-4019 | weitere Bilder                 |
| Lipowskystraße 28 (Standort)               | Villa                          | Neurenaissance, 1883–84 von Johann Grübel; Block mit Nr. 26. | D-1-62-000-4020 | weitere Bilder                 |
| Lipowskystraße 30 (Standort)               | Villa                          | Neurenaissance, 1883–84 von Oskar Dietrich und Martin Heinrich Voigt, 1919 durch Richard Steidle erweitert und umgestaltet. | D-1-62-000-4021 | weitere Bilder                 |

### M
| Lage                                           | Objekt                                      | Beschreibung | Akten-Nr.       | Bild                                        |
| ---------------------------------------------- | ------------------------------------------- | --- | --------------- | ------------------------------------------- |
| Margaretenplatz 1 (Standort)                   | Kath. Pfarrkirche St. Margaret              | monumentaler Neubarockbau mit Turm, 1901–13 von Michael Dosch und Franz Xaver Boemmel, freistehend inmitten des Platzes; mit Ausstattung                                               | D-1-62-000-4208 | weitere Bilder                              |
| Margaretenplatz 2 (Standort)                   | Teil einer historisierenden Mietshausgruppe | um 1919; siehe Margaretenstraße 16/16a/18/20/22/24 ehemals unter der Nummer D-1-62-000-4209 separat aufgeführt                                                                         | D-1-62-000-4211 | Teil einer historisierenden Mietshausgruppe |
| Margaretenstraße 11/13/15 (Standort)           | Wohnanlage                                  | historisierend, um 1913 von Peter Schneider; Nr. 11/13 symmetrische Doppelgiebelgruppe, symmetrisch flankiert von den Eckhäusern Nr. 15 und dessen Pendant Meindlstraße 2              | D-1-62-000-4210 | Wohnanlage                                  |
| Margaretenstraße 16/16a/18/20/22/24 (Standort) | Wohnanlage                                  | historisierend, um 1919–20 vom Bauunternehmen Leonhard Moll; mit dem Eckhaus Margaretenplatz 2                                                                                         | D-1-62-000-4211 | Wohnanlage                                  |
| Meindlstraße 2/2a (Standort)                   | Mietshaus                                   | historisierender Eckbau, um 1913 von Peter Schneider; Pendant zu Margaretenstraße 15, vergleiche Margaretenstraße 11/13/15 ehemals unter der Nummer D-1-62-000-4497 separat aufgeführt | D-1-62-000-4210 | Mietshaus                                   |
| Meindlstraße 5 (Standort)                      | Pfarrhof München-Sendling                   | historisierend, mit zwei Erkern, 1911–12 von Franz Xaver Boemmel | D-1-62-000-4498 | Pfarrhof München-Sendling                   |
| Meindlstraße 11/11a/11b/11c/13/15 (Standort)   | Teil einer Wohnanlage                       | um 1927 von Otho Orlando Kurz und Eduard Herbert; siehe Lindenschmitstraße 52/52a/54/56 ehemals unter der Nummer D-1-62-000-4499 separat aufgeführt                                    | D-1-62-000-3971 | weitere Bilder                              |

### O
| Lage                                   | Objekt                                         | Beschreibung                                                                                     | Akten-Nr.       | Bild           |
| -------------------------------------- | ---------------------------------------------- | ------------------------------------------------------------------------------------------------ | --------------- | -------------- |
| Oberländerstraße 5/5a/5b/5c (Standort) | Wohnanlage                                     | historisierend, um 1910 von August Brüchle; mit den Eckbauten Danklstraße 13 und Implerstraße 38 | D-1-62-000-4893 | Wohnanlage     |
| Oberländerstraße 7 (Standort)          | Mietshaus                                      | historisierend, bezeichnet 1908, von August Brüchle; Gruppe mit Nr. 9 und 11                     | D-1-62-000-4894 | weitere Bilder |
| Oberländerstraße 9 (Standort)          | Mietshaus                                      | historisierend, 1905–06 von August Brüchle; Gruppe mit Nr. 7 und 11                              | D-1-62-000-4895 | weitere Bilder |
| Oberländerstraße 11 (Standort)         | Mietshaus                                      | historisierend, 1905–06 von August Brüchle; Gruppe mit Nr. 7 und 9                               | D-1-62-000-4896 | weitere Bilder |
| Oberländerstraße 12 (Standort)         | Mietshaus                                      | Eckbau im späten Jugendstil, 1907–08 von Erwin Böck.                                             | D-1-62-000-4897 | Mietshaus      |
| Oberländerstraße 14 (Standort)         | Mietshaus                                      | barockisierend, 1906–07 von Erwin Böck                                                           | D-1-62-000-4898 | Mietshaus      |
| Oberländerstraße 16 (Standort)         | Mietshaus                                      | historisierend, 1905 von August Brüchle                                                          | D-1-62-000-4899 | Mietshaus      |
| Oberländerstraße 18 (Standort)         | Mietshaus                                      | barockisierend, 1906 von Erwin Böck                                                              | D-1-62-000-4900 | Mietshaus      |
| Oberländerstraße 20 (Standort)         | Mietshaus                                      | barockisierender Eckbau, 1906 von Erwin Böck                                                     | D-1-62-000-4901 | weitere Bilder |
| Oberländerstraße 23 (Standort)         | Mietshaus                                      | schlichte Neurenaissance, 1892–94                                                                | D-1-62-000-4902 | Mietshaus      |
| Oberländerstraße 26/28/30 (Standort)   | Teil einer Wohnanlage                          | historisierend, um 1901–05 von Gebrüder Rank; siehe Daiserstraße 17–25 (ungerade Nrn.)           | D-1-62-000-1194 | weitere Bilder |
| Oberländerstraße 29 (Standort)         | Mietshaus                                      | Neurenaissance, 1892 von Heinrich Wildanger; zum Teil vereinfacht.                               | D-1-62-000-4904 | Mietshaus      |
| Oberländerstraße 31 (Standort)         | Mietshaus                                      | Neurenaissance-Eckbau, 1892 von Heinrich Wildanger.                                              | D-1-62-000-4906 | Mietshaus      |
| Oberländerstraße 32 (Standort)         | Mietshaus                                      | Neurenaissance-Eckbau, 1896                                                                      | D-1-62-000-4907 | Mietshaus      |
| Oberländerstraße 36 (Standort)         | Evangelisch-lutherisches Gemeindehaus Sendling | Neugotisch, mit Erker an Vorder- und Rückfront, 1896 bis 1897 von Albin Lincke und Carl Vent     | D-1-62-000-4908 | weitere Bilder |

### P
| Lage                                 | Objekt                                 | Beschreibung | Akten-Nr.       | Bild                                   |
| ------------------------------------ | -------------------------------------- | --- | --------------- | -------------------------------------- |
| Pfeuferstraße 42 (Standort)          | Wohnhaus                               | villenartiger Neubarockbau, 1898 von Friedrich Kroher | D-1-62-000-5303 | weitere Bilder                         |
| Pfeuferstraße 44 (Standort)          | Neben- oder Austragshaus               | zweigeschossiger Satteldachbau, Mitte 18. Jahrhundert | D-1-62-000-8650 | Neben- oder Austragshaus               |
| Plinganserstraße 1 (Standort)        | Alte Sendlinger Kirche St. Margaret    | 1711–12 von Wolfgang Zwerger; nördlich außen Fresko der Bauernschlacht 1705, von Wilhelm Lindenschmit d. J., 1896; mit Ausstattung; ringsum der ehem. Friedhof mit alter Mauer; Gusseisendenkmal für die 1705 gefallenen Oberländer, klassizistisch, von 1830. Im Westen offene Barock-Kapelle. | D-1-62-000-5402 | weitere Bilder                         |
| Plinganserstraße 6 (Standort)        | Bauernhof                              | zweigeschossiger Satteldachbau, Putzfassade mit Lisenengliederung, Mitte 19. Jahrhundert | D-1-62-000-5403 | weitere Bilder                         |
| Plinganserstraße 9 (Standort)        | Kleinhaus mit Werkstatt                | ehemalige Hufschmiede, im Kern um 1823 | D-1-62-000-5404 | Kleinhaus mit Werkstatt                |
| Plinganserstraße 11 (Standort)       | Gaststätte Schmiedwirt                 | zweigeschossiges Traufhaus, wohl 2. Hälfte 18. Jahrhundert, Verlängerung nach Süden, 1841, Verbreiterung nach Osten, 1875, später weiter verändert | D-1-62-000-5405 | Gaststätte Schmiedwirt                 |
| Plinganserstraße 13 (Standort)       | Villa                                  | zweigeschossiger Mansardwalmdachbau mit Mittelrisalit und Zwerchhaus mit Dreiecksgiebel, Putzfassade mit Eckrustika und Blendbalustraden, von Andreas Ostler, 1884–85 | D-1-62-000-5406 | weitere Bilder                         |
| Plinganserstraße 14 (Standort)       | Vorstadthaus                           | dreigeschossiger Satteldachbau, neogotische Putzfassade mit Lisenengliederung, zentralem Erker mit Eisenbalkon und Loggia, um 1860, Balkonanbau, 1883, Loggienanbau, 1911 | D-1-62-000-5407 | Vorstadthaus                           |
| Plinganserstraße 14a (Standort)      | Kleinhaus                              | zweigeschossiger Satteldachbau, biedermeierliche Putzfassade mit Ecklisenen und Sohlbankgesims, um 1860 | D-1-62-000-5408 | Kleinhaus                              |
| Plinganserstraße 19 (Standort)       | Kleinhaus                              | zweigeschossiger Satteldachbau mit Versprung, traufseitig, einfache Putzfassade, um 1850 | D-1-62-000-5409 | Kleinhaus                              |
| Plinganserstraße 20 (Standort)       | Mietshaus                              | viergeschossiger Mansarddachbau, Putzfassade mit Fensterverdachungen, Stuckdekor und Sohlbankgesimsen, historisierend, von Friedrich Kroher, 1894; Rückgebäude, gleichzeitig | D-1-62-000-5410 | Mietshaus                              |
| Plinganserstraße 22 (Standort)       | Vorstadthaus                           | zweieinhalbgeschossiger Walmdachbau in Ecklage, Putzfassade mit Gurt-, Sohlbankgesims und Fensterläden, historisierend, um 1890 | D-1-62-000-5411 | Vorstadthaus                           |
| Plinganserstraße 24 (Standort)       | Mietshaus                              | deutsche Renaissance, 1899 von Friedrich Kroher; im Vestibül reicher Neurokokostuck; Gruppe mit Nr. 26 | D-1-62-000-5412 | Mietshaus                              |
| Plinganserstraße 25 (Standort)       | Mietshaus                              | barockisierender Jugendstil, 1904–05 von Eduard Herbert; an der Fassade zwei Stuckreliefs (Sendling und Sendlinger Bauernschlacht 1705) | D-1-62-000-5413 | Mietshaus                              |
| Plinganserstraße 26 (Standort)       | Mietshaus                              | deutsche Renaissance, 1900 von Friedrich Kroher; im Vestibül reicher Jugendstildekor; Gruppe mit Nr. 24. Plinganserstraße 28; Volksschule (Altbau), in Garten leicht erhöht liegender, kubischer Bau in klassizistischer Tradition, erbaut 1873–74, aufgestockt 1879–80                         | D-1-62-000-5414 | Mietshaus                              |
| Plinganserstraße 28 (Standort)       | Volksschule (Altbau)                   | in Garten leicht erhöht liegender, kubischer Bau in klassizistischer Tradition, erbaut 1873–74, aufgestockt 1879–80 | D-1-62-000-5415 | Volksschule (Altbau)                   |
| Plinganserstraße 38/38a (Standort)   | Mietshaus in Ecklage                   | mit reichem Figurenschmuck, 1928–29 von Ludwig Naneder | D-1-62-000-5416 | Mietshaus in Ecklage                   |
| Plinganserstraße 44/46/48 (Standort) | Teil eines sachlichen Postwohngebäudes | 1932 von Robert Vorhoelzer und Robert Schnetzer; siehe Am Harras 2–9. ehemals unter der Nummer D-1-62-000-5418 separat aufgeführt | D-1-62-000-284  | Teil eines sachlichen Postwohngebäudes |
| Plinganserstraße 49 (Standort)       | Mietshaus                              | viergeschossiger Mansarddachbau, barockisierende Putzfassade mit Rustika, seitlichem Balkonerker mit geschwungenem Zwerchhaus, Seitenrisalit mit Dreiecksgiebel, Lisenengliederung und Stuckdeckor, von Albin Lincke, bezeichnet 1899                                                           | D-1-62-000-5419 | weitere Bilder                         |
| Plinganserstraße 59 (Standort)       | Mietshaus                              | viergeschossiger Walmdachbau mit Fassadengliederung in Formen der Neurenaissance, mit Flacherker und Zwerchhaus, von Michael Stumpf, 1900–03; Gruppe mit Nr. 61; mit Pfeiler-Gitter-Toreinfahrt, gleichzeitig                                                                                   | D-1-62-000-5421 | weitere Bilder                         |
| Plinganserstraße 61 (Standort)       | Mietshaus                              | viergeschossiger Walmdachbau, Putzfassade mit zwei Zwerchhäusern und seitlichem Balkonerker, von Michael Stumpf, 1902–03; Gruppe mit Nr. 59 | D-1-62-000-5422 | weitere Bilder                         |
| Plinganserstraße 64 (Standort)       | Villa                                  | zweigeschossiger Mansarddachbau, klassizierende Putzfassade mit pavillonartigem Eckrisalit, Fenstergliederung, Gurt- und Sohlbankgesims, von Andreas Ostler, 1890 | D-1-62-000-5423 | weitere Bilder                         |
| Plinganserstraße 65 (Standort)       | Mietshaus                              | viergeschossiger Mansarddachbau, Putzfassade mit zentralem Flacherker, Zwerchhaus mit Schweifgiebel, polygonalem Ecktürmchen mit Glockendach und Stuck, von Leonhard Grimmeis, 1899 | D-1-62-000-5424 | weitere Bilder                         |
| Plinganserstraße 92 (Standort)       | Wohnhaus                               | villenartiger Bau in historischen Formen, 1861, 1869 und 1887 neugotisch umgebaut; nach Kriegsschäden 1949 verändert wiederaufgebaut; in Garten neben dem Chor von St. Achaz (siehe Fallstraße 7)                                                                                               | D-1-62-000-5425 | weitere Bilder                         |
| Plinganserstraße 112 (Standort)      | Villa                                  | zweigeschossiger Satteldachbau in Ecklage mit Treppenhaus- und Zwerchhausrisalit mit Balkon, polygonalem Eckturm mit Biforienloggia und erdgeschossiger Halbrotunde, neogotische Putzfassade, von Hans Saliter, 1878                                                                            | D-1-62-000-5426 | weitere Bilder                         |
| Plinganserstraße 114 (Standort)      | Villa                                  | zweigeschossiger Walmdachbau mit zwei Zwerchhausrisaliten mit Satteldach, Flacherker und oktogonalem Eckturm mit Pyramidendach über geschweiftem Fuß, Putzfassade mit Ecklisenen, um 1875, vereinfacht, 1938                                                                                    | D-1-62-000-5427 | weitere Bilder                         |

### R
| Lage                               | Objekt                                       | Beschreibung                                                           | Akten-Nr.       | Bild                                         |
| ---------------------------------- | -------------------------------------------- | ---------------------------------------------------------------------- | --------------- | -------------------------------------------- |
| Reutberger Straße 2 (Standort)     | Mietshaus                                    | historisierender Eckbau, 1910 von Berthold Neubauer; samt Vorgartentor | D-1-62-000-5772 | Mietshaus                                    |
| Reutberger Straße 4/6/8 (Standort) | Mietshausgruppe mit zugehörigen Rückgebäuden | historisierend, 1910–11 von Emil Löwenstein                            | D-1-62-000-5773 | Mietshausgruppe mit zugehörigen Rückgebäuden |

### S
| Lage                                                     | Objekt                            | Beschreibung | Akten-Nr.        | Bild                    |
| -------------------------------------------------------- | --------------------------------- | --- | ---------------- | ----------------------- |
| Schäftlarnstraße 9 (Standort)                            | Ehemaliger Isartalbahnhof         | Neurenaissance-Rohbacksteinbau mit kräftiger Risalitgliederung, um 1892. | D-1-62-000-6121  | weitere Bilder          |
| Schäftlarnstraße 70 (Standort)                           | Wohnhaus                          | zweigeschossiger Satteldachbau mit Mezzanin, Neurenaissance, um 1880 | D-1-62-000-998   | Wohnhaus                |
| Schäftlarnstraße 90/92; Bruderhofstraße 41/43 (Standort) | Mietswohnanlage                   | viergeschossiger Mansarddachbau in Ecklage mit Zwerchhauserkern, turmartiger Überhöhung der Ecke, Gauben und kleinen Balkonen, Putzgliederung, im Reformstil, vom Baubüro Heilmann & Littmann, 1911; schmiedeeisernes Gitter an der Durchfahrt mit illusionistischer Gestaltung, gleichzeitig | D-1-62-000-11088 | weitere Bilder          |
| Schmied-Kochel-Straße 2 (Standort)                       | Mietshaus                         | neubarock, mit Stuckbüsten über den Fenstern, 1897–98 | D-1-62-000-6255  | Mietshaus               |
| Schmied-Kochel-Straße 6 (Standort)                       | Mietshaus                         | Neurenaissance, 1891 von Georg Müller erbaut. | D-1-62-000-6256  | Mietshaus               |
| Schmied-Kochel-Straße 7 (Standort)                       | Schlichtes Vorstadthaus           | 1875 über Kern von 1866 | D-1-62-000-6257  | Schlichtes Vorstadthaus |
| Schmied-Kochel-Straße 8 (Standort)                       | Mietshaus                         | Neurenaissance, 1892 | D-1-62-000-6258  | Mietshaus               |
| Schmied-Kochel-Straße 10 (Standort)                      | Mietshaus                         | Neurenaissance, 1889 von Andreas Ostler | D-1-62-000-6259  | Mietshaus               |
| Schmied-Kochel-Straße 12 (Standort)                      | Mietshaus                         | schlichte Neurenaissance, 1878 | D-1-62-000-6260  | Mietshaus               |
| Schmied-Kochel-Straße 13 (Standort)                      | Vorstadthaus                      | in klassizistischer Tradition, 1878 | D-1-62-000-6261  | Vorstadthaus            |
| Schmied-Kochel-Straße 21 (Standort)                      | Mietshaus                         | neubarock, mit flacher Putzgliederung, 1891–93 | D-1-62-000-6262  | Mietshaus               |
| Schmied-Kochel-Straße 23 (Standort)                      | Mietshaus                         | Neurenaissance, 1890 von Hans Thaler. | D-1-62-000-6263  | Mietshaus               |
| Schöttlstraße 9 (Standort)                               | Mietshaus                         | Jugendstil, mit Stuckdekor, 1902 von Franz Hammel. | D-1-62-000-6296  | weitere Bilder          |
| Schöttlstraße 10 (Standort)                              | Gasthaus zur Sendlinger Ratsstube | neubarocker Eckbau, mit Stuckdekor, Eckerker und Türmchen, 1901 von Alois Lechleiter | D-1-62-000-6297  | weitere Bilder          |
| Schöttlstraße 12 (Standort)                              | Mietshaus                         | neubarock, mit Lisenengliederung, 1901 von Konrad Böhm | D-1-62-000-6298  | weitere Bilder          |
| Schöttlstraße 14 (Standort)                              | Mietshaus                         | Jugendstil, mit sehr reichem vegetabilischem Stuckdekor, bezeichnet 1902 | D-1-62-000-6299  | weitere Bilder          |
| Schöttlstraße 16 (Standort)                              | Mietshaus                         | Jugendstil, 1902–04 von Georg Müller, vereinfacht | D-1-62-000-6300  | weitere Bilder          |
| Sendlinger Kirchplatz 1 (Standort)                       | Mietshaus                         | abgeschrägter Neurenaissance-Eckbau, 1898–99; Baugruppe mit Nr. 2 und Kidlerstraße 4 und 8 | D-1-62-000-6473  | weitere Bilder          |
| Sendlinger Kirchplatz 2 (Standort)                       | Mietshaus                         | abgeschrägter Neurenaissance-Eckbau, 1896–97 von Georg Müller; Baugruppe mit Nr. 1 und Kidlerstraße 4 und 8 | D-1-62-000-6474  | weitere Bilder          |
| Senserstraße 1 (Standort)                                | Mietshaus                         | mit Jugendstilstuck, 1905 von Hans Thaler | D-1-62-000-6505  | Mietshaus               |
| Senserstraße 8 (Standort)                                | Mietshaus                         | spätklassizistisch, um 1875 | D-1-62-000-6506  | Mietshaus               |
| Senserstraße 10 (Standort)                               | Mietshaus                         | schlicht, in klassizistischer Tradition, 1877 von Konrad Grimm | D-1-62-000-6507  | Mietshaus               |
| Senserstraße 20 (Standort)                               | Mietshaus                         | Neurenaissance, 1890 | D-1-62-000-6508  | Mietshaus               |
| Spitzwegstraße 4 (Standort)                              | Mietshaus                         | neubarock, mit Stuckdekor, 1896 von Alois Barbist | D-1-62-000-6611  | Mietshaus               |
| Spitzwegstraße 8 (Standort)                              | Mietshaus                         | neubarock, mit stuckiertem Erker, 1895 | D-1-62-000-6612  | Mietshaus               |

### T
| Lage                                                               | Objekt                                                                  | Beschreibung | Akten-Nr.                 | Bild                      |
| ------------------------------------------------------------------ | ----------------------------------------------------------------------- | --- | ------------------------- | ------------------------- |
| Thalkirchner Straße 81 (Standort)                                  | Großmarkthalle                                                          | 1910–11, erweitert und ergänzt 1924–27, nach Schäden im Zweiten Weltkrieg wiederaufgebaut, davon die folgenden vier baulichen Anlagen: Großmarkthalle, Eisenbeton-Hallenkonstruktion als basilikal überhöhtes, spitzbogiges Mittelschiff zwischen niedrigen Nebenräumen, von Richard Schachner, 1910–11, nach Kriegszerstörung nur Halle 1 im Süden des Komplexes noch original erhalten, und Verwaltungsflügel, über Betonbrücken erschlossen, zweigeschossig, mit Erkern und Turm gegliedert, von Richard Schachner, 1910–11, südwestlich der Halle 1 vorgelagert. Ehem. Kartoffelhalle mit Dienstwohnungen, langgestreckter eingeschossiger Bau mit dreigeschossigen Kopfbauten, von Richard Schachner, 1912, 1924 Kopfbauten aufgestockt. Städtisches Kontorhaus der Großmarkthalle, fünfgeschossiger Satteldachbau, in sachlich reduzierten Formen mit kräftiger horizontaler Gliederung aus rohem Waschbeton, von Karl Meitinger, 1926–27, Attikageschoss, 1950 aufgesetzt. Neues Kontorhaus und Zollverwaltungsgebäude der Großmarkthalle, fünfgeschossiger Rasterbau mit weitem Dachüberstand und Vordach, von Philipp Zametzer und Albert Heichlinger, 1952–53, erweitert von Albert Heichlinger, 1958/59; Treppenhaus mit Ausmalung. | D-1-62-000-3532           | weitere Bilder            |
| Thalkirchner Straße 101 (Standort)                                 | Denkmal                                                                 | Säule mit Figur des hl. Korbinian, 1930 von Eugen Mayer-Fassold. | D-1-62-000-6827           | Denkmal                   |
| Thalkirchner Straße 105 (Standort)                                 | Mietshaus                                                               | historisierend, 1913–14 von Hans Thaler; Gruppe mit Nr. 107 | D-1-62-000-6829           | Mietshaus                 |
| Thalkirchner Straße 107 (Standort)                                 | Mietshaus                                                               | historisierend, 1913–14 von Hans Thaler; Gruppe mit Nr. 105 | D-1-62-000-6830           | Mietshaus                 |
| Thalkirchner Straße 117/119/121/123 (Standort)                     | Hauptfront einer vierseitigen, historisierenden, malerischen Wohnanlage | 1910 von Robert Rehlen; mit Arzbacher Straße 2/4/6/8/10, Wackersberger Straße 7/9/11 und Würzstraße 6/8/10 | D-1-62-000-6832 zugehörig | weitere Bilder            |
| Thalkirchner Straße 130 (Standort)                                 | Teil einer Wohnhausgruppe                                               | barockisierend, 1924–25 von Hans Steiner; siehe Gotzinger Platz 3/4/5/6 | D-1-62-000-6833           | Teil einer Wohnhausgruppe |
| Thalkirchner Straße 137 (Standort)                                 | Mietshaus                                                               | historisierend, 1911–12 von Franz Deininger; Gruppe mit Nr. 139, 141, 143, 143a | D-1-62-000-6834           | weitere Bilder            |
| Thalkirchner Straße 139 (Standort)                                 | Mietshaus                                                               | historisierend, 1911–12 von Franz Deininger; Gruppe mit Nr. 137, 141, 143, 143a | D-1-62-000-6835           | weitere Bilder            |
| Thalkirchner Straße 141 (Standort)                                 | Mietshaus                                                               | historisierend, 1912 von Max Deschl; Gruppe mit Nr. 137, 139, 143, 143a | D-1-62-000-6836           | weitere Bilder            |
| Thalkirchner Straße 143 (Standort)                                 | Mietshaus                                                               | historisierend, 1912–13; Gruppe mit Nr. 137, 139, 141, 143a | D-1-62-000-6837           | weitere Bilder            |
| Thalkirchner Straße 143a (Standort)                                | Mietshaus                                                               | historisierend, 1912; Gruppe mit Nr. 137, 139, 141, 143 | D-1-62-000-6838           | weitere Bilder            |
| Thalkirchner Straße 145 (Standort)                                 | Mietshaus                                                               | Neurenaissance-Eckbau, 1903 von R. Barbist. | D-1-62-000-6839           | weitere Bilder            |
| Thalkirchner Straße 158 (Standort)                                 | Hochbunker                                                              | freistehender, viergeschossiger Turm über achteckigem Grundriss mit Zeltdach, zweiläufige Freitreppe an der Westseite, nach Plänen von Karl Meitinger, 1941, 1948 durch Sprengung der südöstlichen Fensterreihe zur Herberge für obdachlose Frauen umgenutzt; zur Zeit vermietbar für kulturelle Nutzung; mit technischer Ausstattung | D-1-62-000-9062           | Hochbunker                |
| Thalkirchner Straße 186 (Standort)                                 | Mietshaus                                                               | historisierend, 1912 von Franz Popp; symmetrische Gruppe mit Nr. 188 | D-1-62-000-6840           | Mietshaus                 |
| Thalkirchner Straße 188 (Standort)                                 | Mietshaus                                                               | historisierend, 1912 von Franz Popp; symmetrische Gruppe mit Nr. 186 | D-1-62-000-6841           | Mietshaus                 |
| Thalkirchner Straße 240 (Standort)                                 | Alter Israelitischer Friedhof                                           | angelegt 1816, später erweitert; umgebende Mauer von 1881, mit romanisierendem Rohbackstein-Tor im Osten; in gleicher Bauweise die Trauerhalle im Süden, 1882. Mit in der Regel klassizistischen Grabdenkmälern des 19. und 20. Jahrhunderts | D-1-62-000-6842           | weitere Bilder            |
| Thalkirchner Straße 272/274/276/278/280/282/284/286/288 (Standort) | Langgestreckte Mietshausgruppe                                          | neuklassizistisch, 1924 von Heilmann und Littmann; das Eckhaus Nr. 288 mit repräsentativer südlicher Seitenfront | D-1-62-000-6843           | weitere Bilder            |

### V
| Lage                                   | Objekt                               | Beschreibung | Akten-Nr.       | Bild                                 |
| -------------------------------------- | ------------------------------------ | --- | --------------- | ------------------------------------ |
| Valleyplatz (Standort)                 | Genoveva-Brunnen                     | mit Liegefigur, 1933 von Hermann Geibel; in den Anlagen | D-1-62-000-7183 | weitere Bilder                       |
| Valleystraße 15 (Standort)             | Mietshausgruppe                      | viergeschossiger Traufseitbau mit Mansarddach, Loggien und Putzlisenen, im Reformstil, vom Baugeschäft Heilmann und Littmann, 1910                                  | D-1-62-000-7185 | Mietshausgruppe                      |
| Valleystraße 17 (Standort)             | Mietshaus                            | viergeschossiger Traufseitbau mit Mansarddach, Loggien und Putzlisenen, im Reformstil, vom Baugeschäft Heilmann und Littmann, 1910                                  | D-1-62-000-9731 | Mietshaus                            |
| Valleystraße 19 (Standort)             | Mietshaus                            | historisierender Eckbau, 1909 von Berthold Neubauer | D-1-62-000-7186 | Mietshaus                            |
| Valleystraße 21/23/25/27 (Standort)    | Mietshausgruppe                      | historisierend, um 1910–12 von Heilmann und Littmann; mit Implerstraße 54/56                                                                                        | D-1-62-000-7187 | Mietshausgruppe                      |
| Valleystraße 24 (Standort)             | Katholisches Pfarrhaus St. Korbinian | 1936–37 von Richard Steidle im Stil von ca. 1800 | D-1-62-000-7188 | Katholisches Pfarrhaus St. Korbinian |
| Valleystraße 28/30/32 (Standort)       | Mietshausgruppe                      | neuklassizistisch, 1910 von Heilmann und Littmann | D-1-62-000-7190 | Mietshausgruppe                      |
| Valleystraße 29 (Standort)             | Mietshaus                            | historisierender Eckbau, um 1910 ehemals unter der Nummer D-1-62-000-7191 separat aufgeführt                                                                        | D-1-62-000-7187 | Mietshaus                            |
| Valleystraße 34/36/38/40/42 (Standort) | Wohnanlage                           | klassizistischer Jugendstil, 1910–11 von Heilmann und Littmann; begrenzt von den Eckhäusern Nr. 42 und Danklstraße 32; Nr. 36 und 38 mit gemeinsamem Dreiecksgiebel | D-1-62-000-7193 | weitere Bilder                       |
| Valleystraße 44/46/48 (Standort)       | Mietshausgruppe                      | historisierend, 1910–11 von Heilmann und Littmann | D-1-62-000-7194 | weitere Bilder                       |

### W
| Lage                                   | Objekt                                 | Beschreibung | Akten-Nr.                 | Bild           |
| -------------------------------------- | -------------------------------------- | --- | ------------------------- | -------------- |
| Wackersberger Straße 7/9/11 (Standort) | Teil einer historisierenden Wohnanlage | 1910 von Robert Rehlen; siehe Thalkirchner Straße 117/119/121/123. ehemals unter der Nummer D-1-62-000-7293 separat aufgeführt | D-1-62-000-6832 zugehörig | weitere Bilder |
| Würzstraße 6/8/10 (Standort)           | Teil einer historisierenden Wohnanlage | 1910 von Robert Rehlen; siehe Thalkirchner Straße 117/119/121/123. ehemals unter der Nummer D-1-62-000-7699 separat aufgeführt | D-1-62-000-6832 zugehörig | weitere Bilder |

### Z
| Lage                                                      | Objekt                                     | Beschreibung | Akten-Nr.        | Bild           |
| --------------------------------------------------------- | ------------------------------------------ | --- | ---------------- | -------------- |
| Zechstraße 2/2a/4/6/6a/8/10/10a; Fallstraße 38 (Standort) | Kleinwohnanlage des Bauvereins Selbsthilfe | Gruppenbauten aus drei Mietshausblöcken, zusammengefasst als viergeschossige Walmdachbauten mit Erkern, kleinen Balkonen, Zwerchhäusern, Giebeln und Dachgauben, im Reformstil, vom Baubüro Heilmann & Littmann, 1911/12. | D-1-62-000-10718 | weitere Bilder |

## Ehemalige Baudenkmäler
In diesem Abschnitt sind Objekte aufgeführt, die früher einmal in der Denkmalliste eingetragen waren, jetzt aber nicht mehr. Objekte, die in anderem Zusammenhang also z. B. als Teil eines Baudenkmals weiter eingetragen sind, sollen hier nicht aufgeführt werden. Aktennummern in diesem Abschnitt sind ehemalige, jetzt nicht mehr gültige Aktennummern.

| Lage                                | Objekt    | Beschreibung                                                                                             | Akten-Nr. | Bild      |
| ----------------------------------- | --------- | --- | --------- | --------- |
| Lindwurmstraße 102 (Standort)       | Wohnhaus  | durch Umbauten Denkmaleigenschaft 2003 verloren                                                          |           | Wohnhaus  |
| Schmied-Kochel-Straße 1 (Standort)  | Kleinhaus | wohl 1. Hälfte 19. Jahrhundert; 2004 aus der Denkmalliste gestrichen                                     |           | Kleinhaus |
| Thalkirchner Straße 188a (Standort) | Mietshaus | Rückgebäude Thalkirchner Straße 188; wegen baulicher Veränderungen, 2015 aus der Denkmalliste gestrichen |           | BW        |

## Abgegangene Baudenkmäler
In diesem Abschnitt sind Objekte aufgeführt, die früher einmal in der Denkmalliste eingetragen waren, jetzt aber nicht mehr existieren, z. B. weil sie abgebrochen wurden. Aktennummern in diesem Abschnitt sind ehemalige, jetzt nicht mehr gültige Aktennummern.

| Lage                           | Objekt                             | Beschreibung | Akten-Nr.       | Bild           |
| ------------------------------ | ---------------------------------- | --- | --------------- | -------------- |
| Implerstraße 1 (Standort)      | Eisenbahndienstgebäude             | um 1870/80, zweigeschossiger Walmdachbau. Im Zuge des Neubau der Lindwurmbrücke wurde das Gebäude Ende April 2024 abgetragen. Siehe Belegfoto vom 5. Mai 2024                 | D-1-62-000-2884 | weitere Bilder |
| Meindlstraße 8 (Standort)      | Block von zwei Villen (mit Nr. 10) | deutsche Renaissance, 1893 von Alfred Wahl und Alexander Bluhm, Umbau 1910 durch Carl Sattler Auf dem Gelände wurde ein Neubau Schulkomplex errichtet.                        | D-1-62-000-4190 | BW             |
| Plinganserstraße 50 (Standort) | Landhaus                           | in biedermeierlicher Tradition, 3. Viertel 19. Jahrhundert; In den ersten Märztagen 2023 abgetragen, bereits 2009 aus der Denkmalliste gestrichen, wegen starker Überformung. | D-1-62-000-5420 | weitere Bilder |